# علاء الدين الأعرجي
علاء الدين الأعرجي (1928-16 ديسمبر 2021) هو مفكر وباحث وشاعر عراقي .

## حياته ونشأته
ولد في بغداد عام 1928 ونشأ فيها وتوفي وحيدا في نيويورك يحيط به ثلة قليلة من محبيه بعد ان تجاوز الثالثة والتسعين من عمره. كان والده، الأستاذ صادق الأعرجي ناشطاً قومياً ومناضلاً وطنياً عنيداً ضد الحكم العثماني، امتهن الصحافة فأصدر صحيفة «الرصافة» منذ عام 1906،[بحاجة لدقة أكثر] وأخذ ينتقد الحكم العثماني للعراق ويهاجمه. لذلك سجن عدة مرات، ثم حكم عليه بالإعدام، فهرّبه أنصاره من السجن بخطة محكمة.[ما هي؟]

تضمنت دراسات علاء العليا مواداً تخصصية متنوعة أهمها الفلسفة وعلم الاجتماع، والقانون والعلوم السياسية، في جامعات بغداد، وباريس (جامعة السوربون)، وموسكو (برعاية منظمة الأمم المتحدة للتنمية الصناعية UNIDO). وشارك في عدد كبير من المؤتمرات العالمية والدورات التدريبية والدراسية، النظرية والعملية، في بغداد والقاهرة وبيروت وباريس وموسكو وجنيف وكوبنهاغن ونيويورك.

## مسيرته
كان عضوا في المؤتمر القومي العربي منذ عام 1998. كما أنه عضو في نقابة المحامين وجمعية الحقوقيين ونقابة الصحفيين العراقيين، وعضو في النادي العربي في الأمم المتحدة، منذ عام 1981، ومن الأعضاء المؤسسين للجمعية الثقافية العراقية الأمريكية منذ عام 1984، فضلا عن كونه عضوا مؤسسا في مجلس الفكر العربي في واشنطن - الولايات المتحدة منذ عام ٢٠١٥ وحتى وفاته.
مارس المحاماة وإدارة الأعمال التجارية والصناعية، والصحافة، فأصبح رئيسا لتحرير مجلة«الصناعي»، التي كان يصدرها «اتحاد الصناعات العراقي»، ومجلة «إدارة الأعمال» التي تصدرها «منظمة إدارة الأعمال العراقية». والتحق بالأمم المتحدة منذ عام 1970، حتى تقاعده في عام 1990، حين عاد إلى ممارسهة عمله كمحام دولي استشاري، ثم تفرغ للكتابة الهادفة، ولا سيما في مجال محاولة العمل على «إنشاء موسوعة عربية جامعة»، تضطلع بها منظمة مستقلة تنشأ على أكتاف المثقفين العرب في المهجر، أسوة ببقية الأمم المتقدمة. وانشغل ببحث إشكالية تخلف العرب الحضاري الراهن وأسبابه الجذرية، التاريخية، والسوسيولوجية. فتوصل إلى ثلاث نظريات: نظرية العقل المجتمعي ونظرية العقل الفاعل والعقل المنفعل ونظرية عدم مرور العرب بمرحلة الزراعة على نحو يكفي لمحو القيم البدوية. وهي نظريات نُوفشت في سياق مناقشة كتابه«أزمة التطور الحضاري في الوطن العربي بين العقل الفاعل والعقل المنفعل»، وذلك في ندوتين، عُقدت الأولى في قاعة السليمانية، في نيوجيرسي، بتاريخ 14/10/2004، وعقدت الثانية في مقر الأمم المتحدة بنيويورك، بتاريخ 21/12/2004.

## مؤلفاته
- "أزمة التطور الحضاري في الوطن العربي، بين العقل الفاعل والعقل المنفعل"، الطبعة الأولى، بيروت، دار كتابات، 2004؛ الطبعة الثانية، الجزائر، رياض العلوم للنشر والتوزيع، 2005، الطبعة الثالثة، مزيدة ومنقحة، القاهرة، دار أخبار اليوم، 2009. الطبعة الرابعة، بغداد، دار عدنان 2014، الطبعة الخامسة، موسّعة، لندن"إي-كتب، 2015.
- «الأمة العربية بين الثورة والانقراض؛ بحث في نظرية العقل المجتمعي تفسيرا ً لأزمة التخلف الحضاري في الوطن العربي»، ط 1، 2015، ديوانية/ العراق، دار نيبور.
- إشكالية التربية والتعليم وإعادة إنتاج التخلف في الوطن العربي، بحث في علاقتها بنظرية العفل المجتمعي" ط1 لندن ـ ديسمبر 2015، دار إي - كتب.
- «العقل المجتمعي وأزمة التطور الحضاري في الوطن العربي»، في طريقه إلى النشر.
- الصراع بين التراث والحداثة، من تجليات أزمة التطور الحضاري في الوطن العربي، منشور بشكل فصول في «مجلة صوت داهش»، نيويورك.
- «خصائص العقل المجتمعي؛ من الكشف عن مجاهيل التاريخ إلى تكريس العولمة والعقائد الماورائية»، منشور بشكل فصول في مجلة«صوت داهش»، نيويورك.
- «إحراق المراحل: عدم مرور العرب بمرحلة الزراعة، وبداوة العرب».منشور بشكل حلقات في مجلة«صوت داهش»، نيويورك.
- «إشكالية التربية والتعليم وإعادة إنتاج التخلف» بحث في علاقة أزمة التربية والتعليم بالعقل المجتمعي العربي المتخلف.منشور بشكل فصول في مجلة «صوت داهش»، نيورك.
- Crisis of Modernization in the Arab World; Active Mind and Passive Mind " (مخطوطة).
- مشروع الموسوعة العربية الجامعة في المهجر، " (مخطوطة) منشورة في عدة حلقات في صحيفة القدس العربي، لندن.
- إعادة كتابة التاريخ العربي الإسلامي، بحث منشور في مجلة الدوحة.
- نقد الحس النقدي عند العرب؛ بحث في جذور تخلف العرب الحضاري وتداعياته الاجتماعية والسياسية" بحث منشور في عدة حلقات في صحيفة القدس العربي، لندن.
- «معجزة الفكر البشري» بحث في مسألة انعكاس الفكر، والتفكير بالعقل للتفكير في العقل، بحث منشور في صحيفة القدس العربي في عدة حلقات ومخطوطة.
- «دفتر دربي؛ شذرات من دفتر الحياة»، مجموعة شعرية، قصائدها منشورة في مجلات وصحف متعددة (مخطوطة).

### نماذج من بحوث ودراسات منشورة
- بحث في "إشكالية تحول الحضارات في الزمان والمكان"، نشر في عدة حلقات في صحيفة " التآخي" البغدادية منذ عام 1978و1979.
- بحث في «الإيمان بالخرافات أول بوادر المعرفة العلمية لدى الإنسان»، نشر في صحيفة «التآخي»، في عدة حلقات، في عام 1980.
- إدراك الإنسان القديم لفنائه يدل على إدراكه لوجوده، مما أدى إلى إيمانه بالخرافات كحقائق ثابتة لفهم الوجود وإدراك الذات"، دراسة نشرت في صحيفة «التآخي» البغدادية في عام 1979.
- «نقد الحس النقدي عند العرب»،(صحيفة القدس العربي، لندن، في أربع حلقات،11و12 تشرين الثاني/ نوفمبر، 1996، وفي 21 و 22 كانون الثاني/يناير 1997، دراسة تتعرض لتحليل بعض جوانب تخلفنا الفكري.
- «نظرية التحديات الحضارية المباشرة وغير المباشرة وتطبيقها على كوارث الوطن العربي».(نشرت في صحيفة القدس العربي على أربع حلقات من7إلى 10تموز/ يوليه 1997. دراسة تشرح ما يتعرض له المجتمع العربي من تحديات حضارية تستهدف ثقافته ولغته وعقيدته، وتربطها بنظرية عامة تنطبق على جميع الحضارات السابقة مع فارق الزمان والظروف والأحوال.
- «مسألة إعجاز الفكر البشري»، «صحيفة القدس العربي» في ثلاث حلقات، 4/5 و6 نيسان/أبريل، و 5 مايس/مايو 1998.بحث فلسفي سوسيولوجي في معجزة الفكر البشري التي تتجلى، بين أمور أخرى، في انعكاس الفكر على ذاته فيصبح بعض الأفراد قادرا، ليس على التفكير بعقله فقط، بل التفكير في عقله أيضا، وهناك فرق كبير بل هائل بين الأمرين.
- «على هامش نظرية العقل، اللاشعور المعرفي للفرد والمجتمع»، القدس العربي، في ثلاث حلقات،16و17و18، حزيران/ يونيو 1997.بحث في الأسباب الجذرية لفشل نهضتنا، منها تمسكنا باستخدام عقلنا المنفعل بدل عقلنا الفاعل.